# Marché central d'Almería
 (février 2023).
Le Marché central d'Almería a été le premier marché d'approvisionnements, et le principal pendant longtemps de la ville d'Almería, en Andalousie (Espagne).  

## Histoire et description
Le projet de l'architecte Antonio Martínez Pérez a été retenu en 1892. Les travaux se sont terminés en 1897. La façade est faite de brique, maçonnerie et pierre de taille ; toute la structure est en fer. Le bâtiment comporte deux étages et cinq nefs. Sur la façade de la rue Aguilar de Campoo, se trouve une figure féminine tenant une corbeille de fruits, envisagé comme symbole d'abondance,.
La scientifique Marie Curie a visité l'Espagne à trois occasions. Lors d'un de ces voyages, invitée par le gouvernement de la Seconde République, le 1er mai 1931 elle a visité Almería, de passage entre Grenade et Murcie, et a parcouru ses rues et le Marché Central. En 2018 a été consacrée une plaque à la visite de la scientifique dans le marché.
Pendant la guerre civile espagnole le marché a été utilisé également comme refuge pour la protection de la population civile pendant les attaques aériennes.
Le marché a été pratiquement conservé intact jusqu'à nos jours. Il a été restauré profondément vers 1982

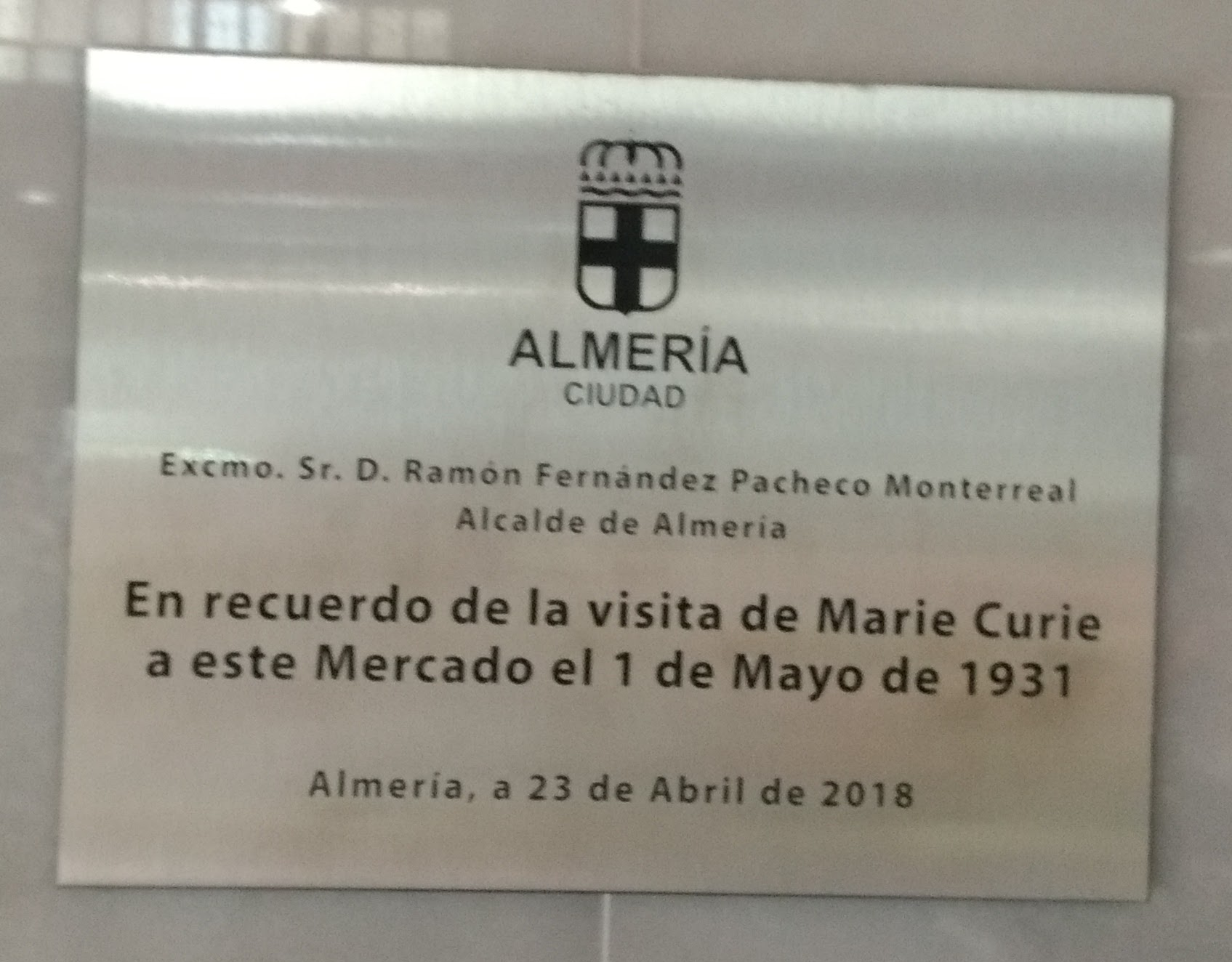
Plaque commémorant la visite de Marie Curie au marché en 1931

## Source de traduction
- (es) Cet article est partiellement ou en totalité issu de l’article de Wikipédia en espagnol intitulé « Mercado Central de Almería » (voir la liste des auteurs).